# Teucholabis decora
Teucholabis decora är en tvåvingeart som beskrevs av Alexander 1920. Teucholabis decora ingår i släktet Teucholabis och familjen småharkrankar. Inga underarter finns listade i Catalogue of Life.